# Портрет музиканта
«Портрет музиканта» (італ. Ritratto di musico) — незакінчена картина італійського художника Леонардо да Вінчі, що зберігається в міланській Пінакотеці Амброзіана. Картина розпочато художником на рубежі 90-х років XV століття.
Авторство Леонардо да Вінчі заперечується рідко, хоча і існує припущення, що автором портрета є не Леонардо, а Антонелло да Мессіна.

## Історія
Портрет числиться в каталозі бібліотеки з 1671 року. Є версія, що він потрапив до зібрання разом з Атлантичним кодексом від маркіза Галеаццо Арконаті в 1637 році. Не можна також виключати, що це одна з двох картин за авторством Леонардо, які підніс бібліотеці Федеріко Борромео (в документах вони фігурують як портрет герцога Джана Галеаццо і «голова Петрарки»).
У XIX столітті вважалося, що портрет зображує міланського герцога Людовіко Моро. Його вважали парним з портретом його нареченої Беатріче д'Есте і виставляли їх один навпроти одного. Потім на початку XX століття під час розчищення барвистого шару вдалося розібрати слова на папері, який чоловік тримає в руці. Це початкові літери слів Cantum Angelicum («ангельська пісня»). Поруч можна розібрати ноти.
Це відкриття дозволило зробити висновок, що на портреті зображений музикант. Довгий час існувала думка, що це не хто інший, як Франкіно Ґафурі, капельмейстер Міланського собору в кінці 1480-х років. Висловлено чимало інших гіпотез щодо особистості зображеного на портреті музиканта. Жодну з них не можна визнати безперечно вірною.